# FK Púchov
El FK Púchov és un club eslovac de futbol de la ciutat de Púchov. El juliol de 2006, el club va perdre el seu principal patrocinador, Matador a.s., i va passar a anomenar-se FK Púchov.

## Noms històrics de l'entitat
- 1920 - Športový klub Puchov
- 1945 - ŠK Rolný Púchov
- 1948 - Sokol Makyta Púchov
- 1956 - TJ Iskra Púchov
- 1968 - TJ Gumárne 1.mája Púchov
- 1993 - ŠK Matador Púchov
- 2003 - FK Matador Púchov
- 2007 - FK Púchov